# Джилеу (комуна)
Джилеу (рум. Gilău) — комуна у повіті Клуж в Румунії. До складу комуни входять такі села (дані про населення за 2002 рік):
- Джилеу (5852 особи)
- Сомешу-Калд (430 осіб)
- Сомешу-Рече (1579 осіб)

Комуна розташована на відстані 332 км на північний захід від Бухареста, 16 км на захід від Клуж-Напоки.

## Населення
За даними перепису населення 2002 року у комуні проживала 7861 особа.
Національний склад населення комуни:
| Національність | Кількість осіб | Відсоток |
| -------------- | -------------- | -------- |
| румуни         | 6559           | 83,4%    |
| угорці         | 743            | 9,5%     |
| цигани         | 557            | 7,1%     |
| німці          | 1              | < 0,1%   |

Рідною мовою назвали:
| Мова       | Кількість осіб | Відсоток |
| ---------- | -------------- | -------- |
| румунська  | 6916           | 88,0%    |
| угорська   | 744            | 9,5%     |
| циганська  | 199            | 2,5%     |
| німецька   | 1              | < 0,1%   |
| італійська | 1              | < 0,1%   |

Склад населення комуни за віросповіданням:
| Релігія                                       | Кількість осіб | Відсоток |
| --------------------------------------------- | -------------- | -------- |
| православні                                   | 6437           | 81,9%    |
| реформати                                     | 799            | 10,2%    |
| п'ятдесятники                                 | 286            | 3,6%     |
| баптисти                                      | 190            | 2,4%     |
| греко-католики                                | 72             | 0,9%     |
| римо-католики                                 | 48             | 0,6%     |
| унітарії                                      | 5              | 0,1%     |
| бретрени                                      | 5              | 0,1%     |
| атеїсти                                       | 3              | < 0,1%   |
| старообрядці                                  | 2              | < 0,1%   |
| адвентисти                                    | 1              | < 0,1%   |
| лютерани (Синодально-пресвітеріанська церква) | 1              | < 0,1%   |
| не релігійні                                  | 1              | < 0,1%   |
| не вказали релігію                            | 4              | 0,1%     |